# Aeropuerto General Gabriel Vargas Santos
El Aeropuerto Gustavo Vargas (IATA: TME, OACI: SKTM) es un aeropuerto regional ubicado en el municipio de Tame en Colombia. Actualmente solo cuenta con servicio de la aerolínea estatal Satena.

## Destinos
- Satena
  - Bogotá / Terminal Puente Aéreo

### Destinos Finalizados
- Satena
  - Saravena / Aeropuerto Los Colonizadores